# L'Atelier littéraire
L'Atelier littéraire est une émission de radio hebdomadaire consacrée au renouvellement de la critique littéraire, diffusée sur France Culture de 1997 à 2010. Elle fut d'abord intitulée les Jeudis, puis les Mardis littéraires, selon le jour de sa diffusion. Elle a pris son dernier titre à la rentrée 2009 avec une programmation dominicale. 
Cette émission a été créée et présentée par Pascale Casanova. En juillet 2010, la direction de France Culture décide de supprimer l'émission et de proscrire le débat littéraire des ondes,. Plusieurs personnalités du monde de la littérature rendent alors hommage à cette tribune critique et à sa productrice.